# Eupithecia turfosata
Eupithecia turfosata là một loài bướm đêm trong họ Geometridae.